# Schneverdingen
Schneverdingen es un municipio situado en el distrito de Heide, en el estado federado de Baja Sajonia (Alemania). Su población estimada a finales de 2016 era de 18 624 habitantes.
Se encuentra ubicado a poca distancia al este de Bremen, y al norte de Hannover, la capital del estado.

## Historia
El documento más antiguo que menciona Schneverdingen fue redactado en 1231. Después de la inauguración de la línea ferroviaria Heidebahn entre Hanover y Hamburgo en 1901 Schneverdingen experimentó un auge económico. Los privilegios y el título oficial de una "ciudad" fueron otorgados en 1976.

## Lugares de interés
Muchos turistas visitan el brezal cerca de la ciudad. El parque Heidegarten fundado en 1990 con algo más de 200 especies de calluna se ubica en el norte de Schneverdingen. La moderna iglesia católica de San Ascario de Amiens inaugurada en 1963 se ubica en el centro cerca de la Alcaldía construida en 1965.  La iglesia protestante fue inaugurada en 1746. Varias casas construidas en el estilo tradicional con techos de paja están conservadas en la Calle Mayor y en la calle Schulstrasse.